# Opel 1,0 liter
De Opel 1,0 liter was een personenauto van Adam Opel AG die alleen in 1933 geproduceerd werd als een vrijwel identieke, zuinige versie van de Opel 1,2 liter.

## Historiek en ontwerp
De auto was gebouwd op het chassis met korte wielbasis van de 1,2-liter. Ook de starre assen voor en achter, gemonteerd op semi-elliptische bladveren met hydraulische schokdempers en de kabelbediende trommelremmen werden overgenomen van dit model.
Net als de 1,2-liter had de 1-liter een enkelvoudige droge koppeling, een transmissie met drie versnellingen in plaats van de vier van de 1,2-liter en een handgeschakelde versnellingsbak. Het differentieel was op de achteras gemonteerd.
Dit model was voorzien van een nieuwe 1,0-liter viercilinder-in-lijnmotor. De slag van de 1,2-liter motor werd teruggebracht van 90 mm naar 75 mm, met behoud van dezelfde boring van 65 mm. De zijklepmotor had daardoor een cilinderinhoud van 989 cc. De motor leverde een vermogen van 18 pk (13,3 kW), goed voor een topsnelheid van 75 km/u.
De Opel 1,0 liter was leverbaar als tweedeurs sedan en als vierzits cabriolet. De productie werd eind 1933 stopgezet na slechts 5600 exemplaren. De kleine viercilindermodellen werden in 1935 opgevolgd door de Opel P4.